# Макфарланд, Энтони
Энтони Макфарланд-младший (англ. Anthony McFarland Jr., 4 марта 1998, Хайатсвилл, Мэриленд) — американский футболист, раннинбек клуба НФЛ «Питтсбург Стилерз». На студенческом уровне выступал за команду Мэрилендского университета. На драфте НФЛ 2020 года был выбран в четвёртом раунде.

## Биография
Энтони Макфарланд родился 4 марта 1998 года в Хайатсвилле в штате Мэриленд. Там же он окончил католическую старшую школу Демата. Во время учёбы Макфарланд играл за её футбольную команду. В выпускной год он пропустил сезон полностью из-за травмы, но был включён сайтами 247Sports и Rivals в тройку самых перспективных раннинбеков страны. Спортивные стипендии ему предлагали Алабамский университет, университеты штата Пенсильвания, Майами и Джорджии. Макфарланд сделал выбор в пользу Мэрилендского университета.

### Любительская карьера
Сезон 2017 года он провёл в статусе освобождённого игрока, тренируясь с командой, но не участвуя в матчах. В турнире NCAA Макфарланд дебютировал в 2018 году, сыграв за «Террапинс» в двенадцати матчах, пять из которых он начал в стартовом составе. За сезон он набрал 1 034 ярда на выносе, побив рекорд для новичков программы, и стал четвёртым в истории университета игроком, набравшим не менее 200 ярдов в двух матчах подряд. По итогам года Ассоциация футбольных журналистов Америки включила Макфарланда в сборную новичков сезона. В сезоне 2019 года он сыграл в одиннадцати матчах, набрав 614 ярдов на выносе и 126 ярдов на приёме. В декабре Макфарланд объявил об отказе от возможности ещё в течение двух лет выступать в NCAA и своём выходе на драфт НФЛ.

#### Статистика выступлений в NCAA
| Сезон | Команда            | Игры | Приём | Приём | Приём | Приём | Вынос | Вынос | Вынос | Вынос |
| Сезон | Команда            | Игры | Rec   | Yds   | Y/A   | TD    | Att   | Yds   | Y/A   | TD    |
| ----- | ------------------ | ---- | ----- | ----- | ----- | ----- | ----- | ----- | ----- | ----- |
| 2017  | Мэриленд Террапинс | 0    | 0     | 0     | 0,0   | 0     | 0     | 0     | 0,0   | 0     |
| 2018  | Мэриленд Террапинс | 12   | 7     | 73    | 10,4  | 0     | 131   | 1 034 | 7,9   | 4     |
| 2019  | Мэриленд Террапинс | 11   | 17    | 126   | 7,4   | 1     | 114   | 614   | 5,4   | 8     |
| Всего | Всего              | 23   | 24    | 199   | 8,3   | 1     | 245   | 1 648 | 6,7   | 12    |

### Профессиональная карьера
Анализируя перспективы Макфарланда перед драфтом НФЛ, автор сайта Bleacher Report Мэтт Миллер отмечал его результативность в первый год в колледже, выделял его умение сыграть по всей ширине поля, понимание игры. К минусам он относил недостаточные для контактной борьбы антропометрические данные, слабость в игре на блоках, неуверенную игру на приёме.
На драфте Макфарланд был выбран «Питтсбургом» в четвёртом раунде. В июле он подписал с клубом четырёхлетний контракт новичка на общую сумму около 4 млн долларов. В своём дебютном сезоне он не играл заметной роли в нападении команды. Тренерский штаб «Стилерз» использовал нескольких раннинбеков, среди которых Макфарланд получил наименьшее количество игрового времени. Проявить себя ему помешали слабость линии нападения команды и не подходящие под его набор навыков схемы.

#### Статистика выступлений в НФЛ

##### Регулярный чемпионат
| Сезон | Команда           | Игры | Приём | Приём | Приём | Приём | Вынос | Вынос | Вынос | Вынос |
| Сезон | Команда           | Игры | Rec   | Yds   | Y/A   | TD    | Att   | Yds   | Y/A   | TD    |
| ----- | ----------------- | ---- | ----- | ----- | ----- | ----- | ----- | ----- | ----- | ----- |
| 2020  | Питтсбург Стилерз | 11   | 6     | 54    | 9,0   | 0     | 33    | 113   | 3,4   | 0     |
| Всего | Всего             | 11   | 6     | 54    | 9,0   | 0     | 33    | 113   | 3,4   | 0     |